# Misato (Miyagi)
Misato (美里町 Misato-machi?) es un pueblo localizado en la prefectura de Miyagi, Japón. En octubre de 2018 tenía una población de 24.276 habitantes y una densidad de población de 324 personas por km². Su área total es de 74,95 km².

## Geografía

### Municipios circundantes
- Prefectura de Miyagi
  - Ishinomaki
  - Higashimatsushima
  - Ōsaki
  - Wakuya
  - Matsushima

## Demografía
Según datos del censo japonés, la población de Misato ha disminuido en los últimos años.
| Año del censo | Población |
| ------------- | --------- |
| 1995          | 27.980    |
| 2000          | 27.395    |
| 2005          | 26.329    |
| 2010          | 25.190    |
| 2015          | 24.852    |